# Monitor životních funkcí

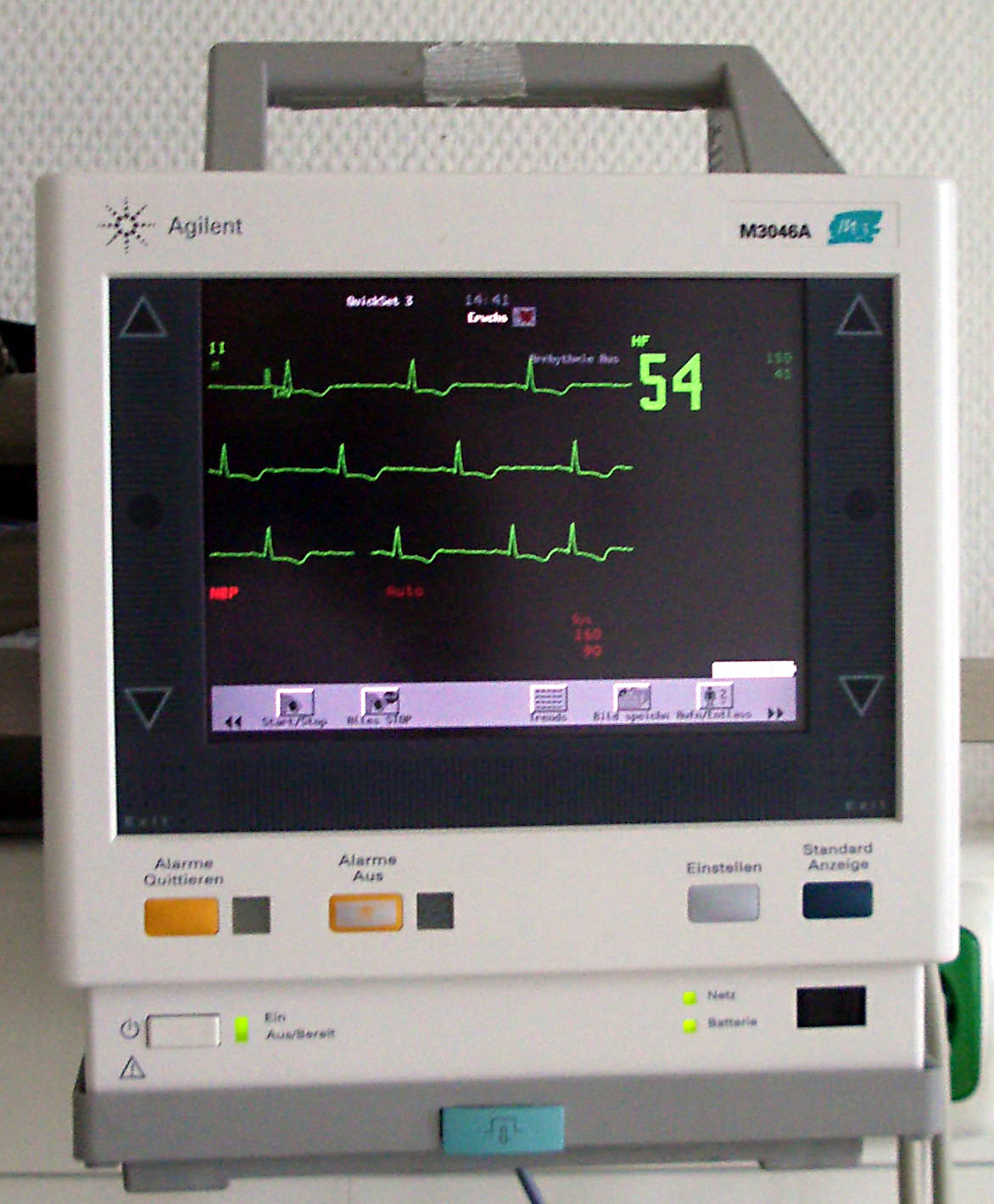
Display monitoru životních funkcí použitého při anestezii

Monitor životních funkcí nebo také fyziologický monitor je zařízení sloužící ke sledování zdravotního stavu pacienta. Zařízení se může skládat z jednoho nebo více senzorů, zpracování dat z těchto senzorů a zobrazovacího zařízení. Dále může obsahovat komunikační rozhraní pro zaznamenávání, zpracování či zobrazování biometrických dat mimo samotný monitor.
Pokud je monitor umístěn u lůžka pacienta, nazývá se také lůžkový monitor, příp. anglickým slovem bedside monitor.

## Základní části přístroje

### Senzory
Monitor využívá k snímání stavu pacienta různé senzory. Například senzory pro měření EKG, senzor okysličení krve, senzor pro měření teploty. Jedná se většinou o převodníky neelektrických veličin na elektrické, nebo v případě EKG o elektrody snímající přímo napěťové potenciály. Součástí všech senzorů musí být přívodní kabely a konektory pro připojení k monitoru. Výrobce je většinou dodává jako příslušenství ke svým přístrojům.

### Obvody pro zpracování dat
Tyto obvody jsou použity pro zpracování signálu ze senzorů. Mají za úkol jednotlivé signály vyhodnotit a převést do formátu vhodného pro uložení a zobrazení na monitoru. Základem jsou přístrojové zesilovače, protože biologické signály jsou často velmi slabé. V moderních přístrojích probíhá většina zpracování signálu digitálně. Nedílnou součástí jsou oddělovací obvody, které zajišťují jednak bezpečí pacienta a za druhé chrání přístroj před zničením, pokud by se na vstup dostalo nežádoucí vysoké napětí.

### Zobrazovací část
Fyziologické údaje jsou průběžně zobrazovány na obrazovce monitoru. Data jsou zobrazována podél časové osy. Dříve se využívaly obrazovky typu CRT dnes jsou využívaný téměř výhradně obrazovky typu LCD. Průběhy ze senzorů mohou být doplněny o další informace vypočítané z naměřených dat, mohou být zobrazena maxima, minima, průměrné naměřené hodnoty.
První elektronické monitory byly analogové, pro zobrazení osciloskopické obrazovky, kde byl zobrazen jen jediný průběh dat ze senzoru, například pro měření EKG. To znamenalo použití úzce specializovaných zařízení. Pro každý typ měření musel být použit samostatný přístroj, například pro měření krevního tlaku a pro měření EKG. Příchod modernějších, osciloskopických případně CRT, obrazovek umožnil zobrazení více průběhů, příkladem může být zobrazení krevního tlaku a tepu srdce na jedné obrazovce současně. Tyto analogové přístroje zachránily mnoho životů, ale měly také mnoho omezení a špatných vlastností. Oproti dnešním přístrojům měly malou citlivost, velkou citlivost na elektromagnetické rušení, neumožňovaly číselné odečítaní naměřených dat apod.
Dnešní moderní přístroje využívají digitálních signálových procesorů (DSP) pro digitální zpracování naměřených dat, což umožnilo miniaturizaci a přenositelnost zařízení. Digitální zpracování dále umožňuje libovolné výpočty z naměřených dat, například průměr, minimum, maximum, využití různých filtrů pro potlačení vlivu elektromagnetického rušení. K zobrazení dat se používají digitální obrazovky typu LCD, umožňující zobrazení více měřených parametrů spolu s ostatními vypočtenými daty najednou.

### Komunikační rozhraní
Některé modely monitorů životních funkcí mají rozhraní pro připojení do sítě. Díky tomu mohou být naměřená data průběžně posílána do centrální monitorovací stanice, například na JIP. Pro obsluhu a sledování několika přístrojů potom stačí jeden člověk. Pomocí přenosných modelů, vybavených bezdrátovým rozhraním a bateriovým napájením, můžeme dosáhnout telemetrie. Takové zařízení nosí pacient u sebe.
Díky digitálnímu monitorování se stále více rozvíjí možnost zahrnout fyziologická data z monitorovacích systémů přímo do elektronických zdravotních záznamů nemocnice. K tomu jsou využívány zdravotnické standardy vyvinuté pro tento účel organizacemi jako např. IEEE nebo HL7. Tyto nově používané metody snižují možnost lidských chyb při vytváření dokumentace a eventuálně mohou snížit i spotřebu papíru. Pomocí automatického vyhodnocení EKG může být do záznamů zahrnuta i diagnóza. software monitoru zajišťuje správné kódování zpráv podle použitého standardu. Tyto zprávy jsou posílány do hlavní aplikace, která je dekóduje a začleňuje do správných položek pacientů.

### Alarm
Monitor životních funkcí většinou obsahuje také funkci alarmu, například v podobě slyšitelných zvukových signálů, které upozorní obsluhující personál, pokud je splněna určitá podmínka, například pokud určitý sledovaný parametr překročí nastavený limit.

### Mobilní přístroje
Zcela nový prostor se otevírá použitím mobilních přenosných přístrojů, v některých případech dokonce implantabilních pod kůži. Takovéto přístroje tvoří tzv. BAN, jejímž centrem je například smartphone vybavený speciální aplikací, která shromažďuje všechna naměřená data. Vzdálená zdravotnická péče se nazývá telemedicína.

## Software přístroje
Moderní monitory životních funkcí jsou vlastně malé počítače, které provádějí digitální zpracování zaznamenaných dat. Jejich nedílnou součástí je tedy příslušný software, který musí zajišťovat:
- Připojení a obsluhu všech vstupů měřených funkcí
- Výpočet požadovaných hodnot a parametrů měřených signálů
- Zobrazení výstupních dat na monitoru
- Komunikaci s obsluhujícím personálem
- Možnost nastavit parametry měřicích kanálů, např. citlivost, rozsah
- Možnost kalibrovat měřicí senzory
- Případný zápis dat na připojenou tiskárnu
- Komunikaci se vzdáleným úložištěm naměřených dat

V podstatě se tedy jedná o vestavěný (embedded) systém. Software je dodáván jako součást přístroje od výrobce.

## Funkce

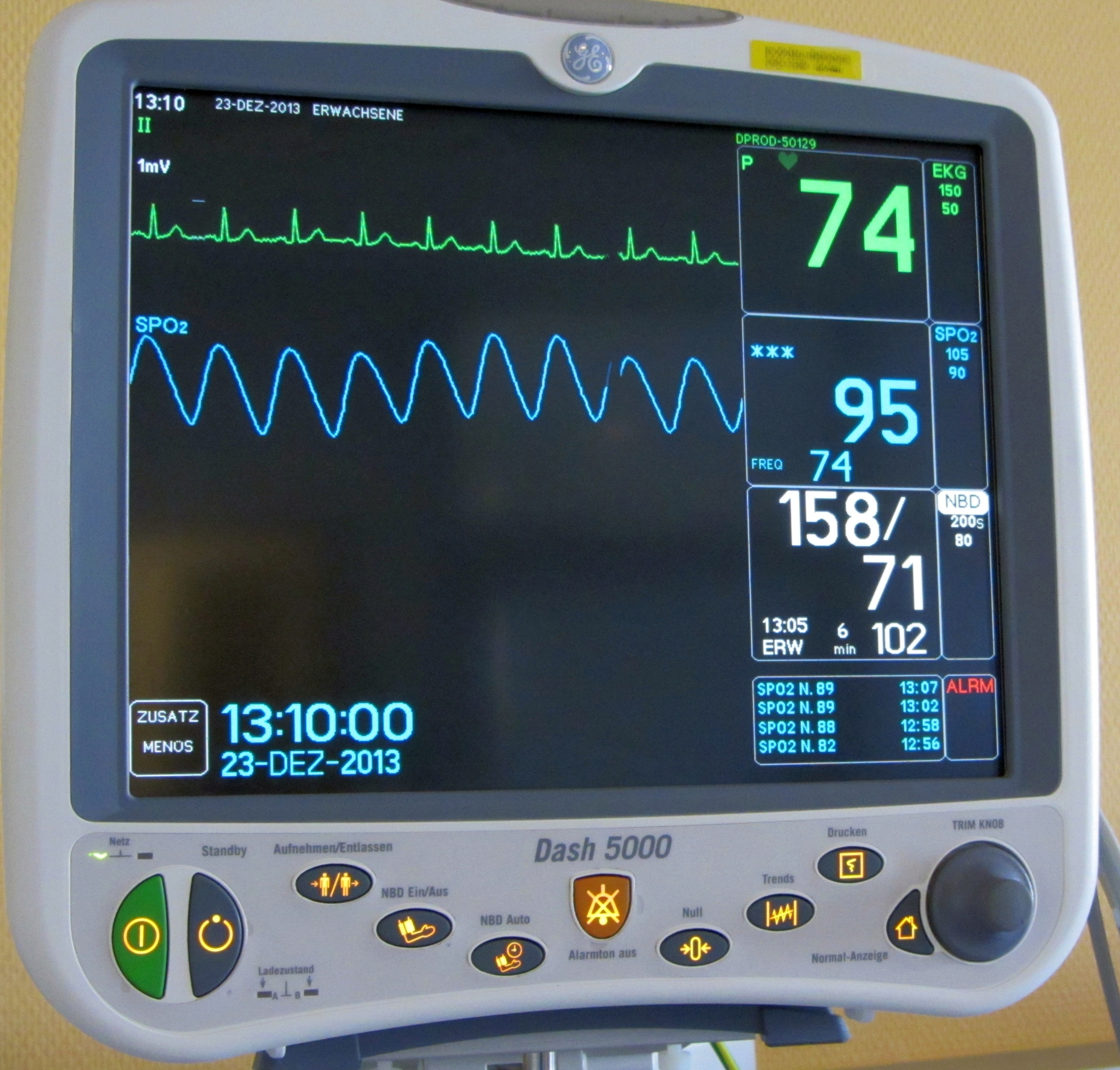
Display typického monitoru životních funkcí. Je zobrazen průběh EKG (svod II, zeleně), průběh SpO2 (modře) a dále vypočtené hodnoty: Tepová frekvence (nahoře), střední hodnota kyslíkové saturace (uprostřed) a hodnoty krevního tlaku (dole). Nechybí ani časový údaj(vlevo dole).

Monitor je určen pro sledování základních životních funkcí.
Měřené funkce se liší podle typu monitoru a podle jeho určení.

### Nejčastěji měřené parametry

#### Krevní tlak
Krevní tlak je nejčastěji měřen pomocí neinvazivní metody nazývané Oscilometrická metoda, která je založena na měření změn tlaku v natlakované manžetě.

#### Srdeční tep
Srdeční tep je odečítán například při měření EKG nebo při měření okysličení krve pomocí pulsní oxymetrie. Obsluhující personál může vybrat z kterého průběhu bude tep vypočítán.

#### EKG
Elektrokardiogram (zkráceně EKG) je záznam časové změny elektrického potenciálu způsobeného srdeční aktivitou. Je to základní údaj sledovaný monitorem. Jednodušší přístroje umožňují pouze základní třísvodové měření EKG, mnoho moderních přístrojů však umí měřit všech 12 svodů.

#### Kyslíková saturace
Měří se obvykle optickou metodou nazývanou Pulsní oxymetrie, pomocí kolíčkového senzoru umístěného na prstu horní končetiny nebo ušním lalůčku. Dochází k měření procenta hemoglobinu, ke kterému je navázán kyslík. Jedná se tedy o periferní kyslíkovou saturaci, často označovanou jako SpO2

#### Dechová frekvence
Při měření dechové frekvence pacientský monitor obvykle snímá transtorakální impedanci typicky mezi dvěma EKG elektrodami nalepenými na těle resp. hrudníku pacienta. Při pohybu hrudníku při dýchání dochází k změnám transtorakální impedance a pacientský monitor může zobrazit dechovou křivku a číselnou hodnotu počet dechů za minutu.

### Další měřené parametry

#### Tělesná teplota
Tělesná teplota se může měřit kontaktně pomocí teploměru nebo bezkontaktně pomocí optickým metod.

#### Invazivní měření tlaku
Měření tlaku pomocí manžety je možné provádět pouze v určitých časových intervalech. Pokud je nutné měřit krevní tlak souvisle, je nutné provést katetrizaci pacienta pro invazivní měření tlaku.

#### Srdeční výdej
Pro toto měření je rovněž nutná katetrizace.

## Využití
Nejvíce jsou monitory životních funkcí využívány na operačních sálech pro sledování pacienta během operace a na JIP či ARO pro zajištění stálého dohledu nad pacientem.
Dále mohou být využívány pro dlouhodobá měření pacientů pro potřeby vyšetření, tzv. Holterovské systémy. V tomto případě se jedná o zpravidla 24 hodinové, někdy však i 48 či 72 hodinové záznamy, a to jak v nemocničním prostředí, tak u volně se pohybujících osob, kde jsou zejména využívány malé přenosné přístroje.
Pacient musí být monitorován také při anestezii.